# The Crowns
The Crowns (japanska: 中日クラウンズ, romaji: Chūnichi kuraunzu) är en professionell golftävling på den japanska golftouren. I Japan heter tävlingen officiellt International Invitational Golf Chunichi Crowns. Det lägsta vinnarresultatet är 260 slag (-20 under par), vilket gjordes av Masashi Ozaki 1995. 
Tävlingen har spelats på golfbanan Wago Course på Nagoya Golf Club sedan tävlingen etablerades 1960. Golfbanan är cirka 6000 meter lång och är par 70. Bland tidigare vinnare återfinns spelare som Seve Ballesteros, Greg Norman, Davis Love III, Justin Rose och Darren Clarke.

## Historia
Tävlingen startade 1960 under titeln Invitation by Chūbu Japan, All Japan Amateur and Professional Golf Championship, med ett koncept om att amatörer ska tävla mot professionella. 1967 började arrangörerna att bjuda in världskända golfspelare till tävlingen och "International Invitational Golf" adderades till titeln.
År 2010 gick Ryo Ishikawa på 58 slag, vilket är rekord på den japanska golftouren.

## Vinnare
The Crowns
- 2017 Yūsaku Miyazato
- 2016 Kim Kyung-tae
- 2015 Jang Ik-jae
- 2014 Kim Hyung-sung
- 2013 Michio Matsumura
- 2012 Jang Ik-jae
- 2011 Brendan Jones
- 2010 Ryo Ishikawa
- 2009 Tetsuji Hiratsuka
- 2008 Tomohiro Kondo
- 2007 Hirofumi Miyase
- 2006 Shingo Katayama
- 2005 Naomichi Ozaki
- 2004 Shingo Katayama
- 2003 Hidemasa Hoshino
- 2002 Justin Rose
- 2001 Darren Clarke
- 2000 Hidemichi Tanaka
- 1999 Yasuharu Imano
- 1998 Davis Love III
- 1997 Masashi Ozaki
- 1996 Masashi Ozaki
- 1995 Masashi Ozaki
- 1994 Roger Mackay
- 1993 Peter Senior
- 1992 Masashi Ozaki
- 1991 Seve Ballesteros
- 1990 Noboru Sugai
- 1989 Greg Norman
- 1988 Scott Simpson
- 1987 Masashi Ozaki

Chunichi Crowns
- 1986 David Ishii
- 1985 Seiji Ebihara
- 1984 Scott Simpson
- 1983 Chen Tze-ming
- 1982 Gary Hallberg
- 1981 Graham Marsh
- 1980 Isao Aoki
- 1979 Isao Aoki
- 1978 Isao Aoki
- 1977 Graham Marsh
- 1976 David Graham
- 1975 Isao Aoki
- 1974 Takashi Murakami
- 1973 Isao Aoki
- 1972 Peter Thomson
- 1971 Lu Liang-Huan
- 1970 Haruo Yasuda
- 1969 Peter Thomson
- 1968 Haruo Yasuda
- 1967 Hsieh Yung-Yo
- 1966 Shigeru Uchida
- 1965 Tadashi Kitta
- 1964 Teruo Sugihara
- 1963 Kenji Hosoishi
- 1962 Tadashi Kitta
- 1961 Tomoo Ishii
- 1960 Torakichi Nakamura